# Општина Милићи
Општина Милићи је општина у Републици Српској, БиХ. Сједиште општине се налази у насељеном мјесту Милићи. Према подацима Агенције за статистику Босне и Херцеговине на попису становништва 2013. године, у општини је пописано 11.441 лице.

## Географија
Заузима централни део регије Бирач, односно средњег Подриња. Граничи се са шест општина: Власеницом, Зворником, Братунцом, Сребреницом, Рогатицом и Хан Пијеском. Налази се на магистралном путу Сарајево—Београд.
Протеже се на површини од 279,13 км2, са надморском висином од 165 метара (ушће Јадра у Дрињачу), до 1.490 метара (планина Јавор, врх Меховац). Највећи део општине карактерише умерено континентална клима.

## Насељена мјеста
Подручје општине Милићи чине насељена мјеста:
Бачићи, Бешићи, Бијело Поље, Бишина, Буковица Горња, Буковица Доња, Буљевићи, Ванџићи, Витићи, Вишњица, Врточе, Вуковићи, Вукшићи, Вукшић Поље, Герови, Глушац, Голићи, Горње Врсиње, Горњи Залуковик, Градина, Гуњаци, Дервента, Доње Врсиње, Дубачко, Дубница, Дубнички Мост, Дукићи, Ђиле, Ђурђевићи, Жутица, Забрђе, Заграђе, Заклопача, Јеремићи, Кокановићи, Копривно, Костићи, Кострача, Крајчиновићи, Лукавица, Лукићи, Лукић Поље, Маћеси, Мановићи, Маринковићи, Метаљка, Милићи, Милића Брдо, Мишићи, Нова Касаба, Нурићи, Павковићи, Подбирач, Подгора, Помол, Рајићи, Рашево, Рашковићи, Ристијевићи, Роваши, Рогач, Рупово Брдо, Себиочина, Скугрићи, Станковићи, Ступ, Супач, Тољевићи, Тодићи, Тумаче, Штедра и Штедрић.
Општина Милићи постојала је од 1952. године у саставу среза Власеница. Територијалном реорганизацијом Социјалистичке Републике Босне и Херцеговине, укинута је 1960. године, а подручје Милића припојено општини Власеница, да би након израде студије економске оправданости, поново била формирана 1992. године, када је из састава општине Власеница издвојено 54 насељена мјеста од којих је формирана општина Милићи. Приликом разграничења општина Власеница и Милићи дошло је до ревизије граница појединих насеља, па су општини Милићи припали и делови насеља: Бакићи, Врли Крај и Неђељишта (општина Власеница) која су припојена насељима: Заклопача, Подбирач и Буљевићи респективно, док је део насеља Подбирач припао општини Власеница.

## Историја
Изнад села Герови постоје остаци града-тврђаве коју је средином петнаестог века, по предању изградила Јерина Кантакузин, жена деспота Ђурђа Бранковића. Турски путописац Евлија Челебија описује ове просторе у периоду турске окупације око 1460. године.
Општина је формирана 28. фебруара 1992. године (Сл. гласник РС 4/93), а до тада је била у саставу општине Власеница.

## Привреда
Обилује рудним и шумским богатствима, пашњацима и ливадама, обрадивим земљиштем и ријечним потенцијалом. Привреда општине базирана је на експлоатацији и преради природних богатстава.

## Спорт
Општина Милићи располаже теренима за спорт и рекреацију. Поред фудбалског терена, спортистима је обезбеђена спортска дворана, терени за кошарку, мали фудбал, тениски терени, базени, терени за одбојку, рукомет, као и квалитетне смјештајне капацитете. Општина је сједиште фудбалског клуба Боксит.

## Становништво
У општини живи 11.441 становник у 54 насељена места и општинском центру насељу Милићи (око 3.000 становника); 2.225 је домицилних домаћинстава, 404 расељених, 133 интерно расељених и 240 повратничких. Пре рата у општини живело је 16.038 становника са готово изједначеним процентом Срба и Муслимана.
Спада у ред средње насељених општина са просечном насељеношћу од око 50 становника на једном километру. Најгушће насељено мјесто је само општинско седиште Милићи где живи скоро трећина укупног становништва.
|             | 2013.           | 1991.           |
| Укупно      | 11 441 (100,0%) | 15 719 (100,0%) |
| Срби        | 7 180 (62,76%)  | 7 983 (50,79%)  |
| Бошњаци     | 4 199 (36,70%)  | 7 433 (47,29%)1 |
| Хрвати      | 24 (0,210%)     | 7 (0,045%)      |
| Роми        | 9 (0,079%)      | –               |
| Неизјашњени | 9 (0,079%)      | –               |
| Непознато   | 8 (0,070%)      | –               |
| Остали      | 5 (0,044%)      | 228 (1,450%)    |
| Македонци   | 4 (0,035%)      | –               |
| Црногорци   | 2 (0,017%)      | –               |
| Муслимани   | 1 (0,009%)      | –               |
| Југословени | –               | 68 (0,433%)     |

1. 1 На пописима од 1971. до 1991. Бошњаци су пописивани углавном као Муслимани.

## Политичко уређење

### Општинска администрација
Начелник општине представља и заступа општину и врши извршну функцију у Милићима. Избор начелника се врши у складу са изборним Законом Републике Српске и изборним Законом БиХ. Општинску администрацију, поред начелника, чини и скупштина општине. Институционални центар општине Милићи је насеље Милићи, гдје су смјештени сви општински органи.
Начелник општине Милићи је Марко Савић испред Савеза независних социјалдемократа, који је на ту функцију ступио након локалних избора у Босни и Херцеговини 2020. године. Састав скупштине Општине Милићи је приказан у табели.